# Сулейман-Стальский район
Сулейма́н-Ста́льский райо́н (лезг. СтӀал Сулейманан район) — административно-территориальная единица и муниципальное образование (муниципальный район) в составе Дагестана Российской Федерации.
Административный центр — село Касумкент. Расстояние до республиканского центра — Махачкалы — 200 км, до ближайшего города Дербента и железной дороги — 40 км.

## География
Сулейман-Стальский район расположен на юго-востоке современного Дагестана.
Граничит на севере и западе с Табасаранским и Хивским, на юге — с Курахским, на востоке — с Магарамкентским и Дербентским районами республики. Площадь территории — 666,3 км², или 1,4 % от общей площади Дагестана.
Находится в предгорной и горной природно-климатических зонах республики. Климат в районе переходный от умеренного к субтропическому, полусухому, в горной части района — умеренно континентальный. В Административном центре района (село Касумкент) в среднем температура воздуха в течение года колеблется от −11 °C до +37 °C. Абсолютный минимум −19,7 °C, максимум +42,8 °C.
На территории района развито земледелие и садоводчество, выращиваются различные сорта яблок, груш, слив, персиков и винограда. Из экзотических фруктов растут гранат и хурма.

## История
Постановлением 4-й сессии ДагЦИК от 22.11.1928 г. из Гюнейского, Улусского, Кутур-Кюринского, а также 9 лезгинских сел бывшего Кюринского округа образован Касумкентский кантон. Постановлением ВЦИК от 3.06.1929 г. кантон преобразован в район. Указом ПВС РСФСР от 1.02.1963 г. образован Касумкентский сельский район, с включением в его состав территории упраздненных Курахского и части Магарамкентского районов. Указом ПВС РСФСР от 12.01.1965 г. район был восстановлен в прежних границах.
12 мая 1969 года, в честь столетия выдающегося поэта — Сулеймана Стальского — Указом Президиума Верховного Совета РСФСР Касумкентский район был переименован в Сулейман-Стальский.

## Население
| 1926    | 1939    | 1959    | 1970    | 1979    | 1989    | 1991    | 2002    | 2010    |
| ------- | ------- | ------- | ------- | ------- | ------- | ------- | ------- | ------- |
| 42 806  | ↘40 105 | ↘27 149 | ↗35 615 | ↗36 884 | ↗38 000 | ↗51 360 | ↗54 036 | ↗58 835 |
| 2011    | 2012    | 2013    | 2014    | 2015    | 2016    | 2017    | 2018    | 2019    |
| ↘58 697 | ↘58 592 | ↘58 219 | ↘57 661 | ↘57 374 | ↘57 253 | ↘56 656 | ↘56 219 | ↘55 798 |
| 2020    | 2021    | 2023    | 2024    | 2025    |         |         |         |         |
| ↘55 563 | ↗57 581 | ↘57 421 | ↘57 293 | ↗57 356 |         |         |         |         |

Согласно прогнозу Минэкономразвития России, численность населения будет составлять:
- 2024 — 54,14 тыс. чел.
- 2035 — 50,66 тыс. чел.

### Национальный состав
Сулейман-Стальский район является моноэтничным. Все населенные пункты района исторически основаны и населены лезгинами. Численность иных национальностей чуть более 1 %.
По данным Всероссийской переписи населения 2010 года:
| Народ         | Численность, чел. | Доля от всего населения, % |
| ------------- | ----------------- | -------------------------- |
| лезгины       | 58 012            | 98,60 %                    |
| русские       | 112               | 0,19 %                     |
| табасараны    | 110               | 0,18 %                     |
| рутульцы      | 62                | 0,10 %                     |
| агулы         | 28                | 0,04 %                     |
| азербайджанцы | 23                | 0,04 %                     |
| лакцы         | 17                | 0,03 %                     |
| даргинцы      | 15                | 0,03 %                     |
| другие        | 52                | 0,09 %                     |
| не указали    | 404               | 0,69 %                     |
| всего         | 58 835            | 100,00 %                   |

Национальный состав по данным Всероссийской переписи населения 2021 года:
| Народ    | Численность, чел. | Доля от всего населения, % |
| -------- | ----------------- | -------------------------- |
| лезгины  | 57 095            |                            |
| рутульцы | 191               |                            |
| другие   | 295               |                            |
| всего    | 57 581            | 100 %                      |

В результате проведенной Советской властью необдуманной политики по переселению горского населения на равнинные территории, а также из-за разрушительного землетрясения 1966 года, в результате которого были разрушены и жилые дома и административно-хозяйственные объекты района, многие жители горных сёл были вынуждены покидать родные края и поселяться на равнине или в городах республики. По этим причинам, а также из-за возникших в современное время социально-экономических проблем: рост безработицы среди трудоспособного населения района, падение качества сельской жизни, глобальная урбанизация общества и др., из 62 сёл района на сегодняшний день 23 села являются покинутыми: Ашага-Мака, Юхари-Мака, Бигер, Даркуш, Ивигар, Кеан, Келе, Кукур, Макар, Мамраш, Мехкерг, Рухун, Хпит, Хутарг, Царах, Цицер, Цициг, Чантар, Чилик, Верхний Араг, Ялцуг и ещё 4 села на гране исчезновения: Картас, Сальян, Татархан и Хтун.

## Территориальное устройство
Сулейман-Стальский район в рамках административно-территориального устройства включает сельсоветы и сёла.
В рамках организации местного самоуправления в одноимённый муниципальный район входят 16 муниципальных образований со статусом сельского поселения, которые соответствуют сельсоветам и сёлам.
| №  | Сельское поселение        | Административный центр | Количество населённых пунктов | Население (чел.) | Площадь (км²) |
| -- | ------------------------- | ---------------------- | ----------------------------- | ---------------- | ------------- |
| 1  | сельсовет Алкадарский     | село Алкадар           | 2                             | ↘1771            | 7,45          |
| 2  | сельсовет Ашага-Стальский | село Ашага-Стал        | 2                             | ↗5995            | 5,16          |
| 3  | сельсовет Герейхановский  | село Герейхановское    | 3                             | ↘4873            | 4,68          |
| 4  | село Даркуш-Казмаляр      | село Даркуш-Казмаляр   | 1                             | ↘2767            | 1,73          |
| 5  | сельсовет Карчагский      | село Карчаг            | 4                             | ↘4699            | 21,70         |
| 6  | сельсовет Касумкентский   | село Касумкент         | 3                             | ↗14 303          | 36,04         |
| 7  | село Куркент              | село Куркент           | 1                             | ↗3960            | 1,86          |
| 8  | сельсовет Новомакинский   | село Новая Мака        | 2                             | ↗4817            | 4,53          |
| 9  | сельсовет Испикский       | село Новый Испик       | 3                             | ↘1486            | 5,86          |
| 10 | село Орта-Стал            | село Орта-Стал         | 1                             | ↗2868            | 6,01          |
| 11 | сельсовет Уллугатагский   | село Уллугатаг         | 6                             | ↘2013            | 23,49         |
| 12 | село Хпюк                 | село Хпюк              | 1                             | ↘124             | 0,18          |
| 13 | сельсовет Цмурский        | село Цмур              | 3                             | ↗996             | 5,80          |
| 14 | сельсовет Шихикентский    | село Шихикент          | 5                             | ↗2029            | 7,32          |
| 15 | село Эминхюр              | село Эминхюр           | 1                             | ↘3215            | 2,53          |
| 16 | село Юхари-Стал           | село Юхари-Стал        | 1                             | ↗1643            | 4,99          |

## Населённые пункты
В районе 40 сельских населённых пунктов:
| №  | Населённый пункт      | Тип  | Население | Сельское поселение        |
| -- | --------------------- | ---- | --------- | ------------------------- |
| 1  | 2-е отделение совхоза | село | ↘1232     | сельсовет Герейхановский  |
| 2  | Алкадар               | село | ↗996      | сельсовет Алкадарский     |
| 3  | Асаликент             | село | ↘323      | сельсовет Испикский       |
| 4  | Ашагакартас           | село | ↘124      | сельсовет Уллугатагский   |
| 5  | Ашага-Стал            | село | ↘2764     | сельсовет Ашага-Стальский |
| 6  | Ашага-Стал-Казмаляр   | село | ↗3224     | сельсовет Ашага-Стальский |
| 7  | Буткент               | село | ↗598      | сельсовет Шихикентский    |
| 8  | Герейхановское        | село | ↘3337     | сельсовет Герейхановский  |
| 9  | Даркуш-Казмаляр       | село | ↗2793     | село Даркуш-Казмаляр      |
| 10 | Зизик                 | село | ↘1138     | сельсовет Карчагский      |
| 11 | Зухрабкент            | село | ↗423      | сельсовет Шихикентский    |
| 12 | Испик                 | село | ↘1148     | сельсовет Испикский       |
| 13 | Ичин                  | село | ↘305      | сельсовет Цмурский        |
| 14 | Карчаг                | село | ↗1850     | сельсовет Карчагский      |
| 15 | Касумкент             | село | ↘12 502   | сельсовет Касумкентский   |
| 16 | Кахцуг                | село | ↗649      | сельсовет Касумкентский   |
| 17 | Качалкент             | село | ↘147      | сельсовет Цмурский        |
| 18 | Куркент               | село | ↘3904     | село Куркент              |
| 19 | Новая Мака            | село | ↗3791     | сельсовет Новомакинский   |
| 20 | Новый Испик           | село | ↗921      | сельсовет Испикский       |
| 21 | Новый Мамрач          | село | 324       | сельсовет Герейхановский  |
| 22 | Нютюг                 | село | ↗1302     | сельсовет Карчагский      |
| 23 | Орта-Стал             | село | ↗2873     | село Орта-Стал            |
| 24 | Пиперкент             | село | ↘198      | сельсовет Шихикентский    |
| 25 | Птикент               | село | ↗305      | сельсовет Уллугатагский   |
| 26 | Саидкент              | село | ↗1115     | сельсовет Касумкентский   |
| 27 | Сайтаркент            | село | ↗508      | сельсовет Уллугатагский   |
| 28 | Сальян                | село | ↘44       | сельсовет Испикский       |
| 29 | Сардаркент            | село | ↗774      | сельсовет Алкадарский     |
| 30 | Татарханкент          | село | ↗175      | сельсовет Уллугатагский   |
| 31 | Уллугатаг             | село | ↘625      | сельсовет Уллугатагский   |
| 32 | Хпюк                  | село | ↘117      | село Село Хпюк            |
| 33 | Хтун                  | село | ↗166      | сельсовет Шихикентский    |
| 34 | Цмур                  | село | ↘554      | сельсовет Цмурский        |
| 35 | Чухверкент            | село | ↗928      | сельсовет Новомакинский   |
| 36 | Шихикент              | село | ↘680      | сельсовет Шихикентский    |
| 37 | Экендиль              | село | ↘436      | сельсовет Карчагский      |
| 38 | Эминхюр               | село | ↘3070     | село Эминхюр              |
| 39 | Юхарикартас           | село | ↗319      | сельсовет Уллугатагский   |
| 40 | Юхари-Стал            | село | ↘1617     | село Юхари-Стал           |

В 2024 году восстановлено в учёте село Новый Испик, в которое перенесен центр Испикского сельсовета.
Покинутые населённые пункты
Ашага-Мака, Бигер, Даркуш, Эвигар, Кеан, Келе, Куркуркент, Макар, Мехкерг, Рухун, Хпит, Хутарг, Цицер, Цициг, Чантаркент, Чилик, Юхари-Араг, Ялцугар.

## Экономика
Во все сёла имеется автомобильное круглогодичное сообщение, за исключением нескольких населённых пунктов в радиусе 25-30 км от районного центра, которое нарушается частично в зимнее время. Все населённые пункты района электрифицированы и во многих имеется природный газ. Функционирует ретрансляционная телевизионная станция.

## Известные уроженцы
Родившиеся в Сулейман-Стальском районе: 
Джалилов Магомедкерим

## Комментарии
Комментарии
1. ↑  Согласно конституции Дагестана, государственными языками на территории республики являются — русский, аварский, агульский, азербайджанский, даргинский, кумыкский, лакский, лезгинский, ногайский, рутульский, табасаранский, татский, цахурский и чеченский языки.